# (5011) Ptah
(5011) Ptah es un asteroide que forma parte de los asteroides Apolo descubierto el 24 de septiembre de 1960 por Cornelis Johannes van Houten en conjunto a su esposa también astrónoma Ingrid van Houten-Groeneveld y el astrónomo Tom Gehrels desde el Observatorio del Monte Palomar, Estados Unidos.

## Designación y nombre
Designado provisionalmente como 6743 P-L. Fue nombrado Ptah en homenaje a Ptah, que según la religión egipcia, fue el creador del Universo y un mecenas de artesanos, especialmente escultores. Ptah fue originalmente la deidad local de Menfis, capital de Egipto desde la primera dinastía; La importancia política de Menfis llevó a la expansión del culto de Ptah en todo Egipto. Siempre estuvo representado en forma puramente humana, a menudo envuelto en una hoja sinuosa.

## Características orbitales
Ptah está situado a una distancia media del Sol de 1,635 ua, pudiendo alejarse hasta 2,453 ua y acercarse hasta ,8176 ua. Su excentricidad es 0,500 y la inclinación orbital 7,406 grados. Emplea 764,016 días en completar una órbita alrededor del Sol.

## Características físicas
La magnitud absoluta de Ptah es 16,4. 